# Плоггинг

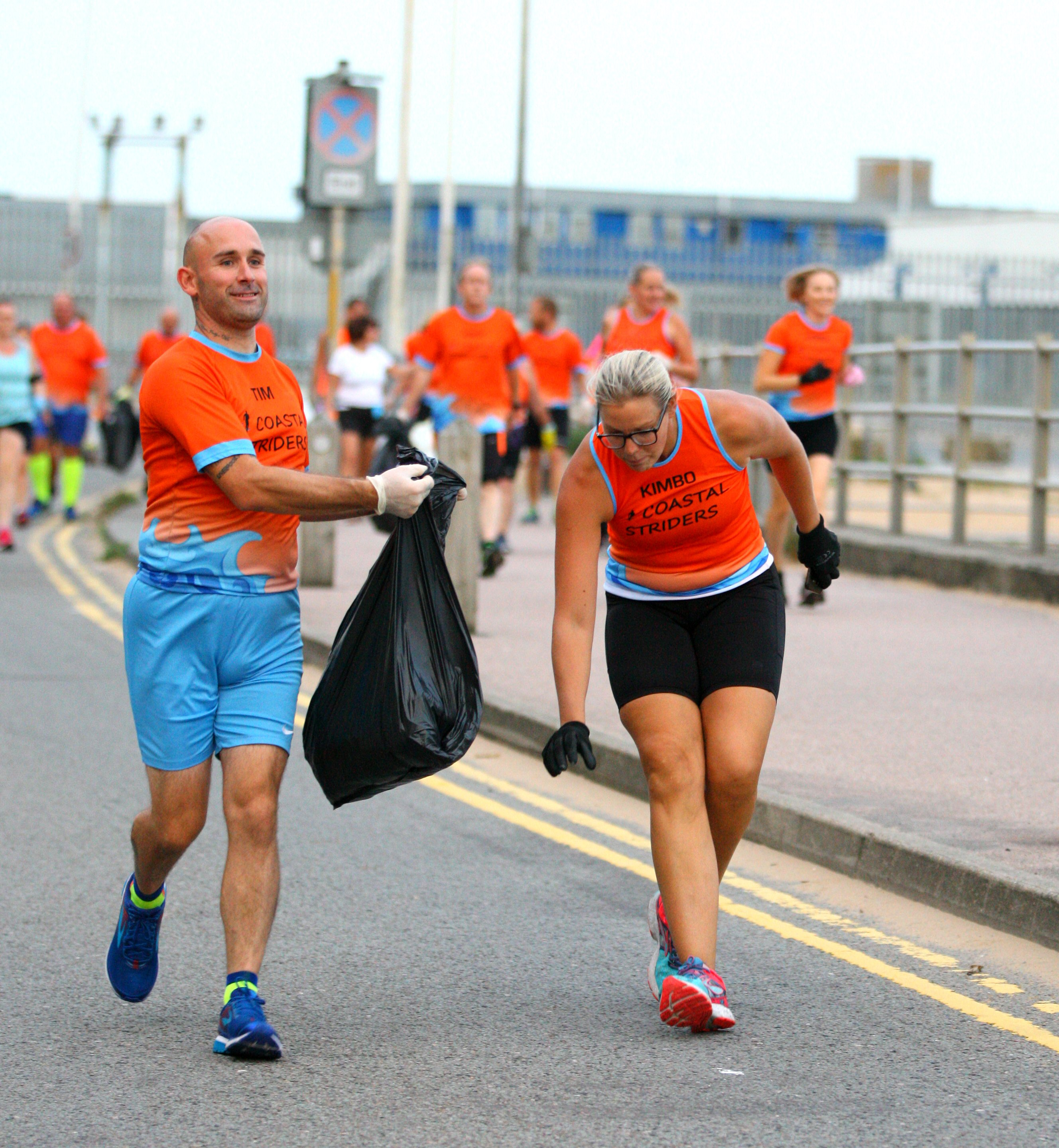
Плоггинг в Кенте, Великобритания

Плоггинг (англ. plogging) — экологическое движение, при котором бег трусцой сочетается со сбором мусора. Слово является результатом словослияния двух составляющих — шведского plocka upp («поднимать», «срывать») и jogging («бег трусцой»).

## Исторические корни
Плоггинг возник в Швеции в 2016 году как один из видов организованного спорта и быстро распространился по разным странам — большей части через социальные сети. Шведский эколог Эрик Альстрьом, который очень любил легкие пробежки на свежем воздухе, однажды перебрался из маленького города в Стокгольм. Тогда он обратил внимание на то, насколько сильно засорены улицы столицы. Он стал брать на тренировку мешки и складывать в них весь хлам, который попадался на его пути.
Для организации этого движения, поиска и поощрения волонтёров он создал страницу в интернете под названием Plogga.
Дэвид Седарис, один из основателей плоггинга, совмещал сбор мусора с физическими упражнениями в районах Пархам, Колдвальтхем и Сторрингтон в Западном Сассексе, совершая до 60 тысяч шагов в день в поисках местного мусора. Он настолько эффективно поддерживал чистоту в своем районе, что местные власти назвали мусоровоз в его честь.
Кроме этого новорожденное движение сразу стало частью традиционного скандинавского понятия «Хьюге».
Мероприятия, которые организовывают участники движения могут быть трех уровней:
- плоггинг «у себя дома» — уборка в своем квартале, дворе, перед подъездом;
- организация региональных мероприятий по плоггингу с обязательным освещением их в социальных сетях;
- плоггинг-тренеры читают лекции и ведут собственные проекты на уровне муниципалитета или даже страны.

## Мотивация и аспекты здоровья
Плоггинг набирает популярность, поскольку сочетает в себе одновременно физическую активность и заботу об окружающей среде. За счёт того, что в процессе постоянно приходится наклоняться, поднимать мусор и снова бежать дальше, плоггинг представляет собой более разнообразные тренировки по сравнению с обычными пробежками.